# وئام المحرشي
وئام المحرشي (مواليد وزان 1995) هي سياسية مغربية.

## سيرة شخصية
هي ابنة السياسي المغربي، العربي المحرشي، عضو المكتب السياسي للحزب نفسه والرئيس السابق للجمعية الإقليمية لوزان، اشتهرت بكونها أصغر نائبة في مجلس النواب المغربي، والتي انضمت إليه بعمر 21 عامًا، أكملت دراستها في معهد الدراسات العليا والتدبير.

### الخلفية السياسية
انتخبت نائبة عن دائرة وزان خلال الانتخابات التشريعية المغربية لعام 2016 عن حزب الأصالة والمعاصرة. وهي عضو في اللجنة المالية والتنمية الاقتصادية.